# Festival international de cinéma érotique de Barcelone
 (mai 2015).
Le Festival international de cinéma érotique de Barcelone (FICEB), en espagnol Festival Internacional de Cine Erótico de Barcelona, est un festival qui a lieu chaque année en octobre à La Farga, tout à côté de la capitale catalane (et non plus à L'Hospitalet de Llobregat, cette ville ne souhaitant plus associer son nom à ce festival)[Passage problématique].

## Présentation
Anciennement connu comme la "foire du sexe", il est devenu une convention consacrée à l'industrie du sexe et de la pornographie. Les présentations de nouveaux films, de spectacle érotiques, stripteases et autres show, avec ne nombreux invités de marque comme : Nacho Vidal, Rocco Siffredi ou Silvia Saint le rendent chaque année de plus en plus populaire.
Ce festival est clairement orienté vers sur le cinéma pornographique et les pratiques qui en découlent.
C'est l'un des seuls festivals qui possède un espace pour le sadomasochisme où les spectateurs voient les dominatrices faire leur show comme Monique de Nemours ou Maitresse Basia. Chaque année, le festival s'améliore et surprend avec des nouveautés.
La fin du festival est également l'occasion de remettre des récompenses, comme celui de meilleur acteur ou de meilleure actrice dans des films pornographiques, du meilleur film sadomasochiste, etc.
Ce festival a célébré en 2006 sa quatorzième édition. Il est aujourd'hui reconnu à l'international. Le festival semble ne plus avoir eu lieu depuis 2008.

## FICEB Awards

### 2001
- Monica Sweetheart (Ninfa 2001 a la mejor Actriz de reparto (Best Supporting Actress por Face dance obsession)
- Jessica May (de) (Ninfa 2001 a la mejor Starlette / Best New Starlet por Perras amaestradas)
- La Provocación (Ninfa 2001 a la mejor Película /Best Film, International Film Grup)
- Mario Salieri (Ninfa 2001 al mejor Director/ Best Director, por Divina)
- Sophie Evans (Ninfa 2001 a la mejor Actriz / Best Actress, por Virtualia (The series))
- Nacho Vidal (Ninfa 2001 al mejor Actor/Best Actor, por Face dance obsession)
- Gothix (Ninfa 2001 a la mejor película española/ Best Spanish Film)
- Tavalia Griffin (Ninfa Prize 2001 – Public Award for the Best Actress)

### 2002
- Olivia Del Rio (Ninfa Best Actress in Apasionadas y Coquetas, 2002)
- The Private Gladiator (Ninfa 2002 al mejor DVD - Private Media Group)
- Rita Faltoyano por Fausto (Ninfa 2002 a la mejor Actriz de reparto / Best Supporting Actress - Private Media Group)
- Faust (Ninfa 2002 a la mejor película española /Bester Spanischer Film - Private Media Group)
- Laura Angel (Ninfa 2002 a la mejor Actriz /Best Actress por Angelmania - Interselección)
- Fade to Black (Ninfa 2002 a la mejor Película / Bester Film - International Film Grup)

### 2003
- The Scottish Loveknot (Ninfa 2003 al mejor DVD - Private Media Group)
- Hot Rats (Ninfa 2003 a la mejor película española - International Film Grup)
- Michelle Wild (Ninfa 2003 a la mejor Actriz de reparto por Hot Rats - (International Film Grup)
- Roberto Malone (Ninfa 2003 del público al mejor Actor)
- Cristina Bella (es) (Ninfa 2003 a la mejor Starlette por The Fetish Garden - (Private Media Group)
- The Fashionistas (Ninfa 2003 a los valores cinematográficos - (International Film Grup)
- Sophie Evans (Ninfa 2003 del público a la mejor Actriz)
- Max Hardcore (Ninfa 2003 del público al mejor Director)
- Nacho Vidal (Ninfa 2003 al mejor Actor por Back 2 Evil - (International Film Grup)
- Belladonna (Pornodarstellerin) (Ninfa 2003 a la mejor Actriz por The Fashionistas - (International Film Grup)
- La Dolce Vita de Mario Salieri (Ninfa 2003 a la mejor Película - (Negro y Azul)

### 2004
- Axel Braun (Ninfa 2004 al mejor Director por Compulsión), (International film grup)
- Compulsion (Ninfa 2004 a la mejor Película/Best Film (International film grup)
- Ron Jeremy Ninfa 2004 al mejor Actor/Best Actor por The Magic Sex Genie (International film grup)
- Crazy Bullets Ninfa 2004 a la mejor película española/Best Spanish Film (International film grup)
- Narcís Bosch (es) Ninfa 2004 al mejor Director español/Best Spanish Director por Crazy Bullets (International film grup)
- Claudia Claire (pt) Ninfa 2004 a la mejor Actriz española/Best Spanish Actress por Fantasías de una sexóloga (Elephant Channel)
- Ramón Guevara (en) Ninfa 2004 al mejor Actor español/Best Spanish Actor por 616DF - El Diablo español vs las luchadoras del este (International film grup)
- Silvia Saint Ninfa 2004 del público a la mejor Actriz
- Dora Venter Ninfa 2004 a la mejor Actriz de reparto/Best Supporting Actress por La Memoria de los peces (Conrad Son Company)
- Roberto Malone Ninfa 2004 al mejor Actor de reparto por La cripta de los culos (Interseleccion)
- Sex Angels Ninfa 2004 a los valores cinematográficos (Private Media Group)
- Anastasia Mayo Ninfa 2004 a la mejor Starlette
- Rocco meats Suzie Ninfa 2004 a la mejor película 100% sexo (International film grup)
- Millionaire Ninfa 2004 al mejor DVD (Private Media Group)

### 2005
- Robinson Crusoe on Sin Island Ninfa 2005 Prize for the best script, Milcap Media Group, Private Media Group
- Silvia Saint (Ninfa 2005 Public Award "Best Actress")
- Angel Dark (Ninfa 2005 Prize "Best Starlette", in Planet Silver #2 (Interselección))
- Marc Dorcel (Ninfa 2005 Prize for a Lifelong Career)
- Mario Salieri (Ninfa 2005 Special Jury Prize)
- Rocco Siffredi and Venus for Who fucked Rocco? (Ninfa 2005 Prize for the most original sex scene)
- Wet Dreams (Ninfa 2005 Prize for the best 100% sex film (Milcap Media Group, Private))
- Sharka Blue (Ninfa 2005 Prize for the Best supporting Actress for Sex mistere (International Film Grup))

### 2006
- The Gift, (Best Spanish Film, Best Spanish Screenplay, Best Spanish Productiondesign)
- Dark Angels 2, (Mejor película / Best Film 2006)
- James Avalon (Mejor director / Best Director por La mansión del placer (IFG))
- Mya Diamond (Mejor actriz / Best Actress por Sex Angels 2 (Private))
- Sonia Baby (Mejor actriz española / Best Spanish Actress por Mantis (IFG))
- Nacho Vidal (Mejor actor / Best Actor por Back 2 Evil 2 (IFG))
- Ramón Nomar (en) (Mejor actor español / Best Spanish Actor por Mantis (IFG))
- Julie Silver (de) (Mejor actriz de reparto / Best Supporting Actress por Kill Thrill (Private))
- Natalia Zeta (Mejor actriz de reparto española / Best Supporting Actress por The Gift (Pornofilm))
- Randy Spears (Mejor actor de reparto / Best Supporting Actor por La mansion del placer (IFG))
- Monica Vera (Reine du FICEB)

### 2007
- Rebeca Linares (Actriz de Reparto / Best Supporting Actress por Iodine Girl, Evil Angel Video – IFG, 2006)
- Pierre Woodman (Ninfa del público al mejor director / Public’s Award for Best Director, 2006)
- Sophie Evans (Ninfa a toda una carrera / Ninfa for a Career, 2006)
- Belladonna (Pornodarstellerin) (Ninfa especial del jurado / The Jury’s Special Award, 2006)
- Mario Salieri (Mejor Director / Best Director por La viuda de la Camorra, Negro y Azul, 2006)
- Rocco Siffredi (Mejor Actor / Best Actor por Fashionistas Safado, Evil Angel – IFG, 2006)
- Katsuni (Mejor Actriz / Best Actress por French conneXion, Video Marc Dorcel – IFG, 2006)
- Monica Vera (Mejor Actriz / meilleurs actrice espagnole pour Tallion)
- Xcalibur 2 (Mejor DiseÑO DE PRODUCCIÓN / BEST Production Design, Woodman Entertainment, 2006)
- Divinity Love (Mejor Starlette / Best Starlette por Xcalibur: The Lords of Sex 1 (Woodman Entertainment))
- Melissa Lauren (Ninfa in der Kategorie: Most Original Sex Sequence für Fashionistas Safado: The Challenge

### 2008
- Spanish Ninfa Awards:
  - The Resolution, (Best Spanish Film (by Roberto Valtuena, Razorback/Thagson)
  - Salma de Nora (Mejor Actriz/Best Spanish Actress) por The Resolution (Razorback/Thagson)
  - Dunia Montenegro (Mejor actriz de reparto/Best Spanish Supporting Actress) por The Resolution)
  - Samuel Soler (Mejor Actor/Best Spanish Actor) por The Game (IFG))
  - Paco Roca (Mejor actor de reparto/Best Supporting Actor) por Mundo Perro
  - Anastasia Mayo (Public) best actress)
- International Ninfa Awards:
  - Casino - No Limit (Best Film, by Hervé Bodilis, Video Marc Dorcel/IFG)
  - Hervé Bodilis (Best Director for Casino - No Limit Video Marc Dorcel/IFG)
  - Mick Blue (Best Actor in The Resolution)
  - Oliver Sanchez (Best Supporting Actor in The Resolution)
  - Nina Roberts (Best Actress in Casino)
  - Tarra White (Best Supporting Actress in Wild Waves, Woodman Entertainment)
  - Lucky (Best Starlette in Ibiza Sex Party 5, Private Media Group)